# Буланово (Владимирская область)
Буланово — село в Собинском районе Владимирской области России, входит в состав Асерховского сельского поселения.

## География
Село расположено в 17 км на восток от райцентра Собинки и в 5 км на запад от города Радужный.

## История
До революции село в составе Подольской волости Владимирского уезда.
С 1929 года село входило в состав Владимирского района, позднее вплоть до 2005 года — в состав Вышмановского сельсовета Собинского района.
В 1970-х годах в селе были размещены административные службы строящегося неподалёку режимного предприятия ОКБ «Радуга». В результате часть территории, включая  Церковь Владимирской иконы Божией Матери, была огорожена и закрыта.

## Население
| 1859 | 1905 | 1926 | 2002 | 2010 | 2021 |
| ---- | ---- | ---- | ---- | ---- | ---- |
| 174  | ↗208 | ↗216 | ↘20  | ↘14  | ↗23  |

## Русская православная церковь
В селе расположена Церковь Владимирской иконы Божией Матери. Церковь была построена в начале XX века, освящена 24 мая 1911 года.